# أشلي بالمر (ممثلة)
أشلي بالمر (بالإنجليزية: Ashley Palmer) هي مغنية وممثلة أمريكية، ولدت في 13 نوفمبر 1978 في نابرفيل في الولايات المتحدة.

## وصلات خارجية
- الموقع الرسمي
- أشلي بالمر على موقع IMDb (الإنجليزية)
- أشلي بالمر على موقع قاعدة بيانات الفيلم (الإنجليزية)